# Akuczi zielony
Akuczi zielony (Myoprocta pratti) – gatunek gryzonia należący do rodziny agutiowatych, żyjący na północ od Amazonki: w południowej Wenezueli, w Brazylii, Kolumbii, Ekwadorze i Peru. Napotykany jest także na południe od Amazonki – na terenie Peru, Boliwii i Brazylii. Zamieszkuje tereny położone na wysokości 50–1200 m n.p.m. Międzynarodowa Unia Ochrony Przyrody (IUCN) wymienia M. pratti w Czerwonej księdze gatunków zagrożonych jako gatunek najmniejszej troski (least concern – LC).

## Tryb życia
Akuczi zielony wiedzie naziemny tryb życia. Po ciąży trwającej 99 dni samica rodzi zwykle dwoje młodych. Zwierzęta trzymane w niewoli wykazywały cechy zachowań monogamicznych.

## Ekologia
Jest roślinożercą. Żywi się owocami i orzechami. 

## Rozmieszczenie geograficzne
Akuczi zielony występuje na północ od Amazonki: w południowej Wenezueli, w Brazylii, Kolumbii, Ekwadorze i Peru. Napotykany jest także na południe od Amazonki – na terenie Peru, Boliwii i Brazylii. Zamieszkuje tereny położone na wysokości 50–1200 m n.p.m.